# Zafar Gulíyev
Zafar Safárovich Gulíyev –en ruso, Зафар Сафарович Гулиев– (Liuvasar, 17 de junio de 1972) es un deportista ruso de origen azerbaiyano que compitió en lucha grecorromana.
Participó en los Juegos Olímpicos de Atlanta 1996, obteniendo la medalla de bronce en la categoría de 48 kg. Ganó dos medallas en el Campeonato Mundial de Lucha, plata en 1993 y bronce en 1995, y cinco medallas en el Campeonato Europeo de Lucha entre los años 1992 y 1996.

## Palmarés internacional
| Representando a la CEI |                          |                   |           |
| Campeonato Europeo     |                          |                   |           |
| Año                    | Lugar                    | Medalla           | Categoría |
| 1992                   | Copenhague (Dinamarca)   | Medalla de bronce | 48 kg     |
| Representando a Rusia  |                          |                   |           |
| Juegos Olímpicos       |                          |                   |           |
| Año                    | Lugar                    | Medalla           | Categoría |
| 1996                   | Atlanta (Estados Unidos) | Medalla de bronce | 48 kg     |
| Campeonato Mundial     |                          |                   |           |
| Año                    | Lugar                    | Medalla           | Categoría |
| 1993                   | Estocolmo (Suecia)       | Medalla de plata  | 48 kg     |
| 1995                   | Praga (República Checa)  | Medalla de bronce | 48 kg     |
| Campeonato Europeo     |                          |                   |           |
| Año                    | Lugar                    | Medalla           | Categoría |
| 1993                   | Estambul (Turquía)       | Medalla de oro    | 48 kg     |
| 1994                   | Atenas (Grecia)          | Medalla de oro    | 48 kg     |
| 1995                   | Besanzón (Francia)       | Medalla de plata  | 48 kg     |
| 1996                   | Budapest (Hungría)       | Medalla de oro    | 48 kg     |